# Pingasa rufata
Pingasa rufata là một loài bướm đêm trong họ Geometridae.